# Michio Ui

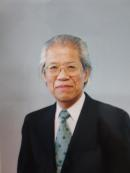
Michio Ui

Michio Ui (jap. 宇井 理生, Ui Michio; * 20. Februar 1933 in Tokio) ist ein japanischer Biochemiker.

## Werdegang
Er war Professor an der Universität Tokio (Abteilung physiologische Chemie) und von 1995 bis 2000 Direktor des 1975 gegründeten Tokyo Metropolitan Institute of Medical Science. Außerdem hatte er eine Ehrenprofessur der Medizinischen Fakultät der Universität Tokio.
Ui isolierte Anfang der 1980er-Jahre eine Komponente des Keuchhustentoxins (PTX, von Ui und Mitarbeitern damals IAP, islet activating protein, genannt), das eine wichtige Rolle bei der Aufklärung der Rolle von G-Proteinen bei der Signalübertragung über Rezeptoren in der Zellmembran ins Zellinnere spielte. Speziell konnten er und seine Mitarbeiter damals zeigen, dass IAP der inhibitorischen Rolle von Hormonen bei der Freisetzung von Adenylylcyclasen entgegenwirkte. Teilweise arbeitete er damals mit seinem Schüler Toshiaki Katada zusammen.
1991 erhielt er den Paul-Ehrlich-und-Ludwig-Darmstaedter-Preis und den „Kaiserlichen Preis“ der japanischen Akademie der Wissenschaften.